# ميلان بور
ميلان بور (بالألمانية: Milan Bor)‏ هو مهندس الصوت ألماني، ولد في 1936 في براغ في التشيك، وتوفي في 14 مايو 1998 في ميونخ في ألمانيا.

## وصلات خارجية
- ميلان بور على موقع IMDb (الإنجليزية)
- ميلان بور على موقع ألو سيني (الفرنسية)
- ميلان بور على موقع أول موفي (الإنجليزية)
- ميلان بور على موقع قاعدة بيانات الأفلام السويدية (السويدية)
- ميلان بور على موقع قاعدة بيانات الفيلم (الإنجليزية)